# Contemporary Art Society (Australien)

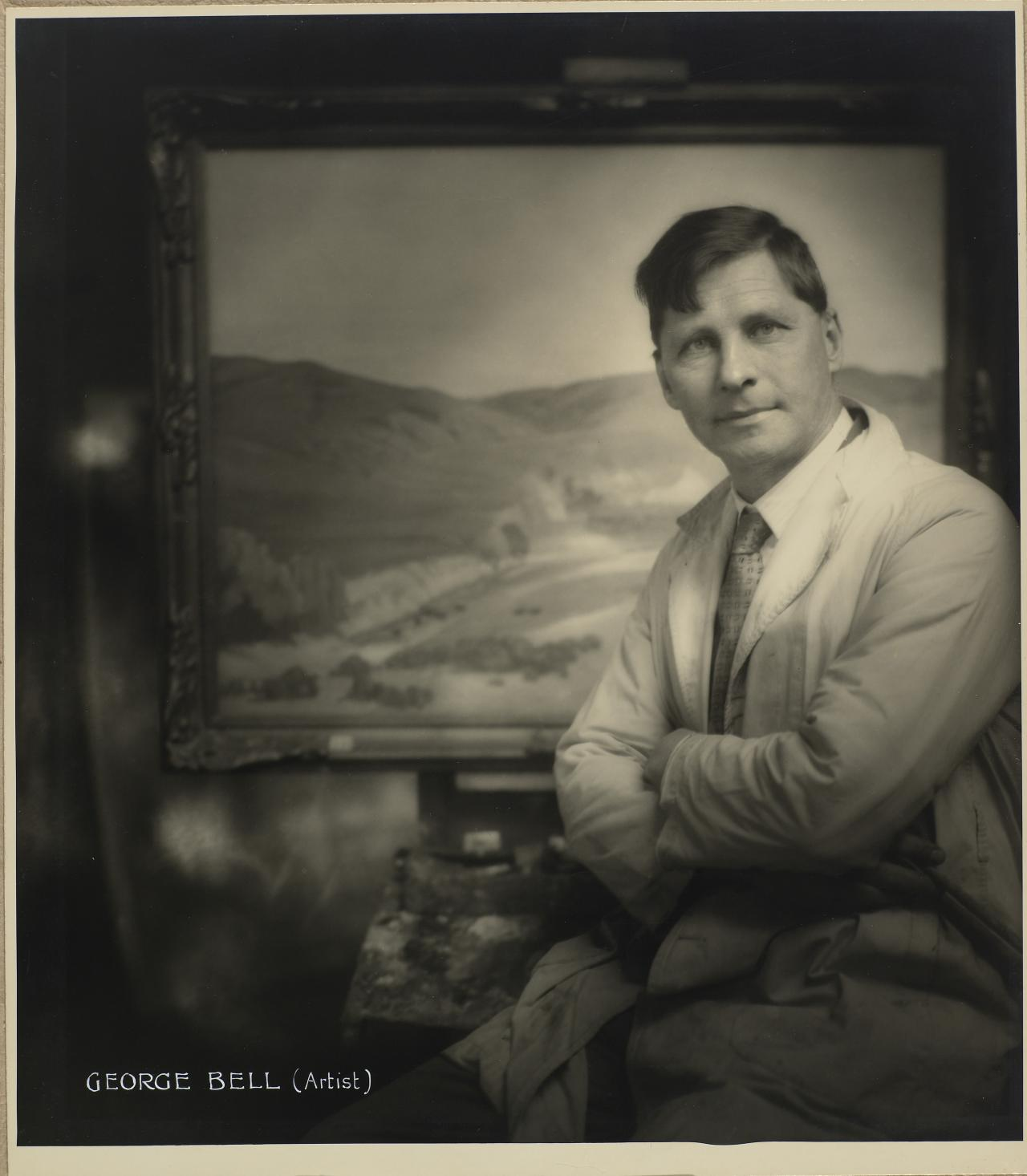
George Bell, Fotografie von Jack Cato (1932). National Gallery of Victoria, Melbourne

Die Contemporary Art Society, Inc. (heute Contemporary Art Society of Victoria Inc. – CAS bzw. C.A.S.) wurde am 13. Juli 1938 von George Bell (1878–1966) gegründet. Die Contemporary Art Society of Victoria Inc (CAS) ist eine gemeinnützige Organisation von Künstlern für Künstler und Kunstinteressierte. Sie hat ihren Sitz in Melbourne, Victoria, Australien. Ihre Hauptziele sind die Pflege und Förderung zeitgenössischer Kunst, die Förderung des Verständnisses für diese Kunst und die Ermutigung und Inspiration von Künstlern. Jedes Jahr werden Kunstausstellungen organisiert. Bis 1966 wurden in jedem australischen Bundesstaat Zweigstellen gegründet, von denen heute nicht mehr alle existieren.

## Geschichte

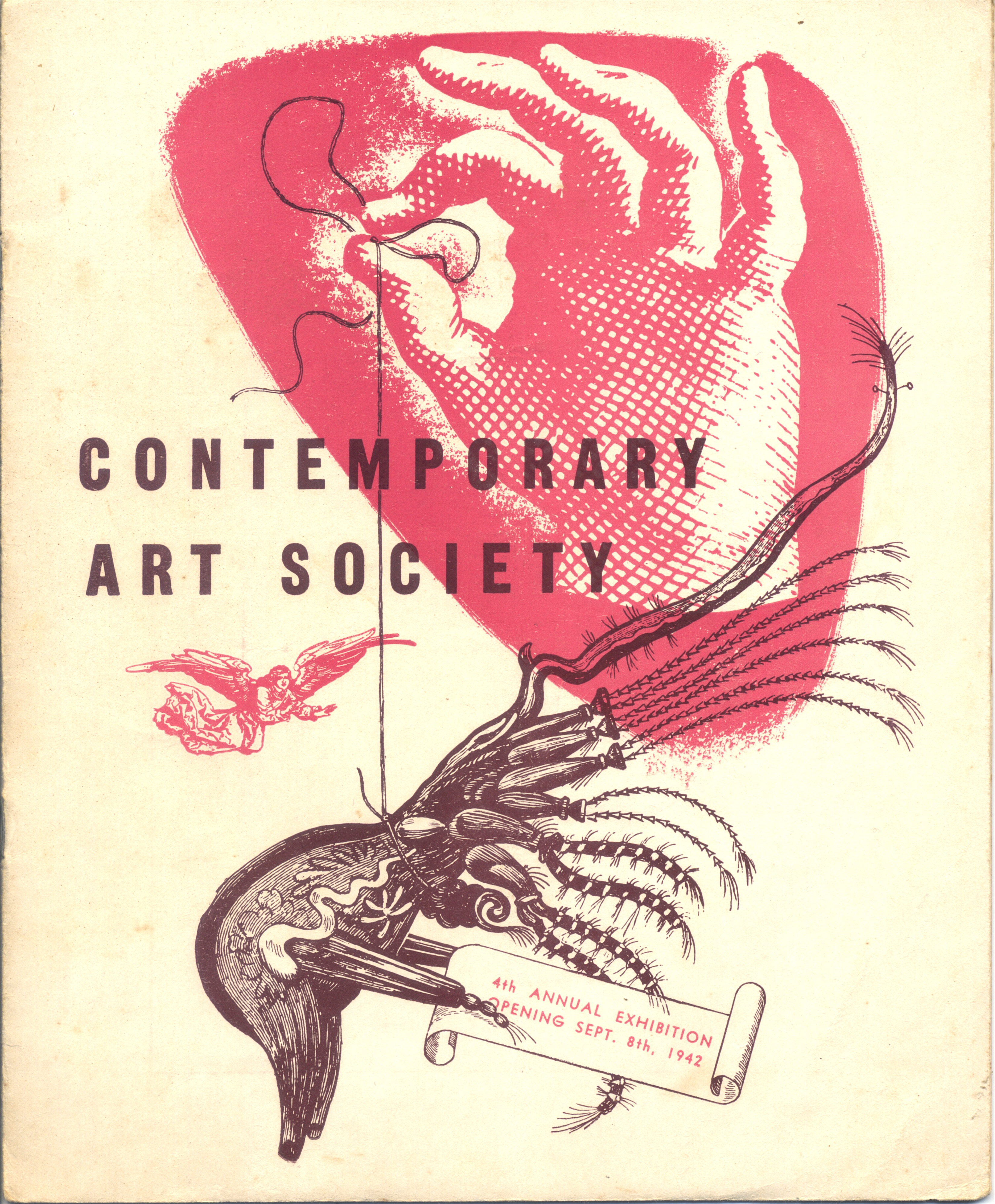
Einladung zur 4. Jahresausstellung der Contemporary Art Society NSW, gestaltet von Al Morrison, 1942

Die Contemporary Art Society wurde am 13. Juli 1938 von George Bell als Protest gegen den vermeintlichen Konservatismus der vorherrschenden Australian Academy of Art gegründet. 

### Australian Academy of Art
Die Australian Academy of Art war eine konservative, von der australischen Regierung autorisierte Kunstorganisation, die zehn Jahre lang, von 1937 bis 1946, tätig war und jährliche Ausstellungen organisierte. Ihr Niedergang war auf den Widerstand modernistischer Künstler zurückzuführen, insbesondere derjenigen, die mit der Contemporary Art Society verbunden waren. Die Australian Academy of Art wurde 1937 in Canberra gegründet. Robert Menzies (damals Generalstaatsanwalt) war ihr erster Vorsitzender. Zu ihren Zielen gehörte es, nach dem Vorbild der British Academy jährliche Ausstellungen zu veranstalten und als „Expertengremium“ für künstlerische Fragen zu fungieren. Die Bemühungen, eine königliche Charta zu erhalten, wurden von der Contemporary Art Society und anderen Avantgarde-Gruppen abgelehnt. Die Akademie veranstaltete ihre letzte Jahresausstellung 1947.

### CAS
Die vorrangigen und wichtigsten Ziele der Contemporary Art Society waren die Förderung und Verbreitung zeitgenössischer Kunst, die Förderung des Verständnisses für diese Kunst und die Ermutigung und Inspiration von Künstlern. George Bell war von 1938 bis 1940 ihr Präsident. Die erste Ausstellung fand im Juni 1939 in der National Gallery of Victoria, mit Werken aus allen Bundesstaaten statt. Nach Meinungsverschiedenheiten über die Ausrichtung der Gesellschaft traten George Bell und 83 weitere Mitglieder 1940 zurück, und John Reed wurde zum Präsidenten gewählt. Die Mitgliedschaft in der Contemporary Art Society brachte einige der jungen radikalen Künstler Melbournes zusammen – Arthur Boyd, John Perceval, Harry de Hartog, Albert Tucker, Sidney Nolan, Vic O’Connor, Yosl Bergner und Noel Counihan. Nach persönlichen und politischen Differenzen stellte die C.A.S. jedoch 1947 ihre Aktivitäten ein.

### Neuanfang
John Reed rief den C.A.S. 1954 wieder ins Leben und gründete 1956 die Gallery of Contemporary Art (später Museum of Modern Art Australia (MOMAA), oder, laut McCulloch, Museum of Modern Art and Design (MOMAD) genannt. Das Museum war bis 1966 in Betrieb und wurde 1981 offiziell aufgelöst). 1956 wurde Georges Mora zum Präsidenten gewählt. Künstler spendeten Bilder für eine Eröffnungsausstellung 1957, und die Regierung von Victoria gewährte einen Zuschuss. 1960 wurde Edwin Tanner zum Vizepräsidenten gewählt, 1961 David Boyd zum Präsidenten und John Perceval zum Vizepräsidenten. 1963 mietete die C.A.S. Räumlichkeiten in 9 Collins Street, Melbourne, und 1967 in 1 Fitzroy St, St Kilda. Von 1972 bis Anfang 1989 konnten die Mitglieder Ausstellungsräume in Joan Goughs Studio in Kew und später in ihrem Studio in South Yarra mieten. Seitdem finden die Jahresausstellungen an verschiedenen Orten statt.
1991 wurde die C.A.S. als Verein eingetragen.